# Xã Oliver, Quận Taney, Missouri
Xã Oliver (tiếng Anh: Oliver Township) là một xã thuộc quận Taney, tiểu bang Missouri, Hoa Kỳ. Năm 2010, dân số của xã này là 9.605 người.